# Зоровий шлях

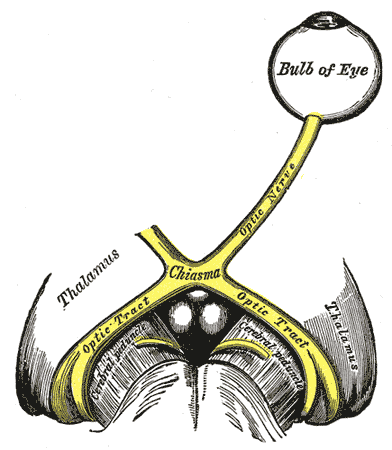
Лівий зоровий нерв і зоровий тракт.

Зоровий шлях або зоровий тракт (з латин. tractus opticus) — частина зорової системи головного мозку. Анатомічно є продовженням зорового нерва, який передає інформацію від перехрестя зорового нерва до іпсилатерального бічного колінчатого ядра, претектальних ядер і верхнього горбка.

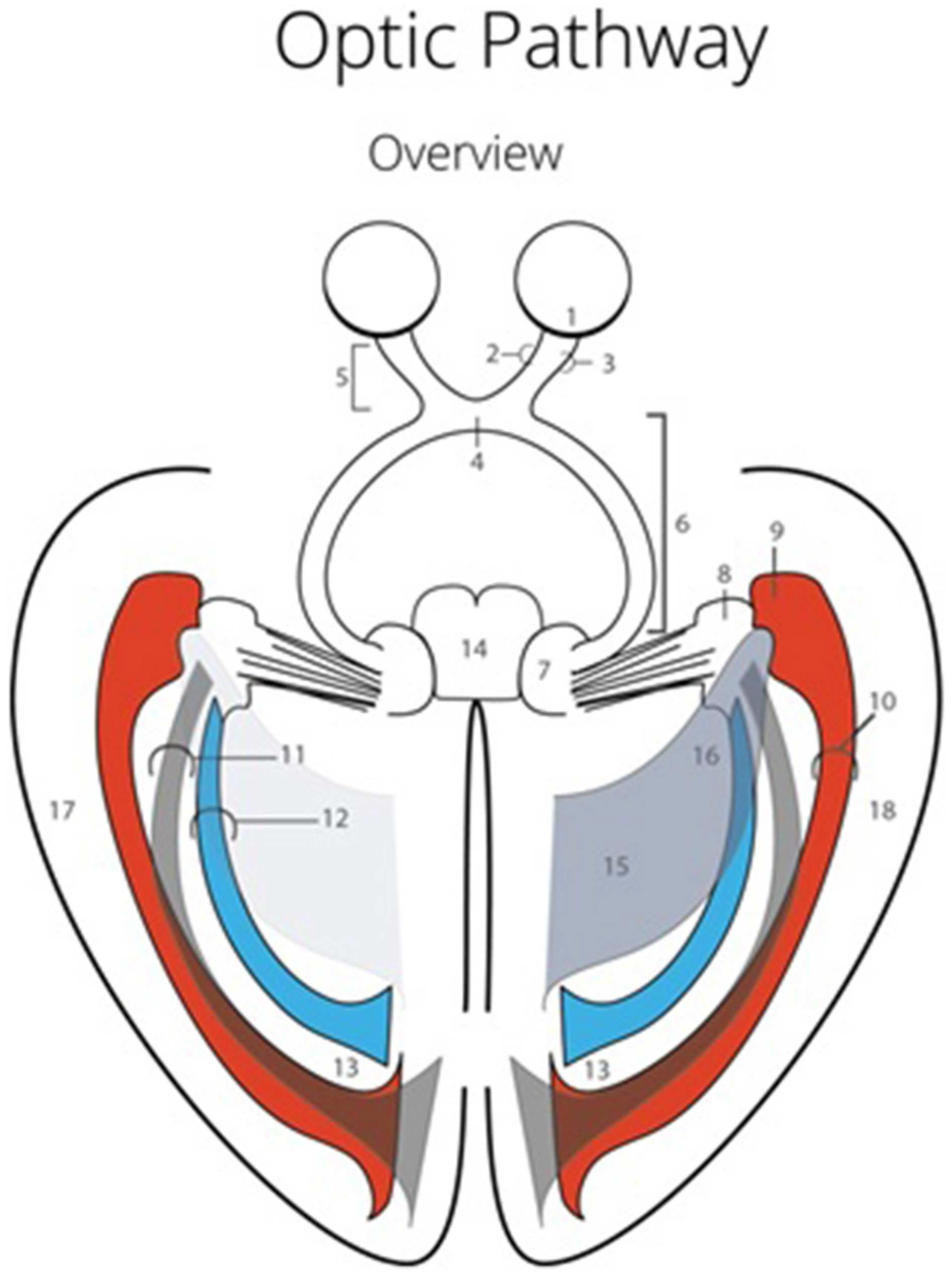
Зорова система мозку. 1 — сітківка ока; 2 — нервові волокна сітківки носа; 3 — скроневі нервові волокна сітківки; 4 — перехрестя зорового нерва; 5 — Зорові нерви; 6 — Зоровий тракт; 7 — Colliculus superior (правий); 8 — бічне колінчасте тіло (праве); 9 — петля Мейєра; 10 — передній пучок зорового нерва; 11 — центральний пучок зорового випромінювання; 12 — Дорсальний пучок зорового випромінювання; 13 — зоровий бугор (потилична частка); 14 — довгастий мозок; 15 — трикутник (або передсердя) шлуночкової системи; 16 — скроневий ріг шлуночкової системи; 17 — ліва скронева частка; 18 — права скронева частка.

Зоровий тракт складається з двох окремих трактів, лівого зорового тракту та правого зорового тракту, кожен з яких передає візуальну інформацію виключно до відповідної контралатеральної половини поля зору. Кожен із цих трактів походить від комбінації скроневих і носових волокон сітківки кожного ока, що відповідає одній половині поля зору. Тобто, зоровий тракт містить волокна з іпсилатеральної скроневої геміретини та контралатеральної носової геміретини.

## Зорова система
Зоровий тракт несе інформацію з сітківки, що стосується всього поля зору. Зокрема, лівий зоровий тракт відповідає правому полю зору, тоді як правий зоровий тракт відповідає лівому полю зору. Для формування правого поля зору залучаються скроневі волокна сітківки лівого ока та носові волокна сітківки правого ока лівого зорового тракту, а для формування лівого поля зору — навпаки — скроневі волокна сітківки правого ока та носові волокна сітківки лівого ока правого зорового тракту.
| Зоровий тракт | Поле зору | Скроневі волокна сітківки | Волокна сітківки носа |
| Лівий         | праве     | ліві                      | праві                 |
| Правий        | ліве      | праві                     | ліві                  |

## Автономія
Кілька автономних очних рухових реакцій є консенсусними. Зоровий тракт головним чином відповідає за передачу візуальної інформації до бічного колінчастого ядра, але він також периферично відповідає за трансдукцію двосторонніх вегетативних рефлексів, включаючи зіничний рефлекс на світло і зіничний рефлекс на темряву.

### Зіничний рефлекс на світло

Зіничний рефлекс на світло

Зіничний рефлекс на світло — це вегетативний рефлекс, який контролює діаметр зіниці для пристосування до підвищення освітленості, що сприймається сітківкою. Вища інтенсивність світла викликає звуження зіниці, а збільшення світлової стимуляції одного ока спричинить звуження зіниці обох очей. Нейронний ланцюг світлового рефлексу зіниці включає зоровий тракт, який з'єднує зоровий нерв із плечем верхнього горбка (colliculus superior).

### Зіничний рефлекс на темряву
Подібно до зіничного рефлексу на світло, зіничний рефлекс на темряву є вегетативним рефлексом, який контролює діаметр зіниці, щоб пристосуватися до зменшення освітлення, яке сприймає сітківка. Менша інтенсивність світла викликає розширення зіниці, а зменшення світлової стимуляції одного ока спричинить розширення зіниці обох очей. Подібним чином, нейронний ланцюг зіничного рефлексу на темряву включає зоровий тракт, який з'єднує зоровий нерв із гіпоталамусом.

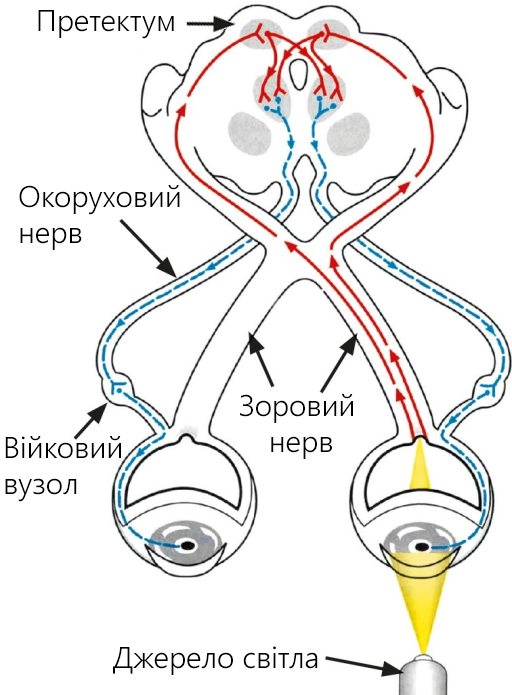
Схематичне зображення аферентної та еферентної ланок зіничного рефлексу

## Пошкодження і патології

### Ураження
Ураження в зоровому тракті відповідають втраті поля зору на лівій або правій половині вертикальної середньої лінії, також відомому як гомонімна геміанопсія.
Ураження лівого зорового тракту спричинить правобічну гомонімну геміанопсію, а ураження правого зорового тракту спричинить лівосторонню гомонімну геміанопсію.
Інсульт, вроджені дефекти, пухлини, інфекції та хірургічні втручання — можливі причини пошкодження зорового тракту.
Периферичні призморозширювачі та реституційна терапія зору часто застосовуються у пацієнтів із втратою поля зору внаслідок перманентного пошкодження зорового тракту.

### Розщеплений мозок
У деяких пацієнтів із розщепленим мозком, які перенесли каллосотомію тіла для лікування важкої епілепсії, інформація з одного зорового тракту не передається в обидві півкулі. Наприклад, пацієнту з розщепленим мозком, якому показують зображення в лівому полі зору, не вдасться вголос назвати те, що він побачив, оскільки центр контролю мови знаходиться в лівій півкулі мозку.

### Зіничні рефлекси
Зіничні рефлекси, зокрема зіничний світловий рефлекс, є потужним діагностичним засобом, який часто використовують у клінічній та невідкладній медичній практиці. Відсутність рівномірного консенсусного звуження зіниці на світловий подразник, особливо зіниці Маркуса Ганна, може свідчити про пошкодження зорового нерва, смерть стовбура мозку або проміжне пошкодження зорового тракту.

## Додаткові зображення

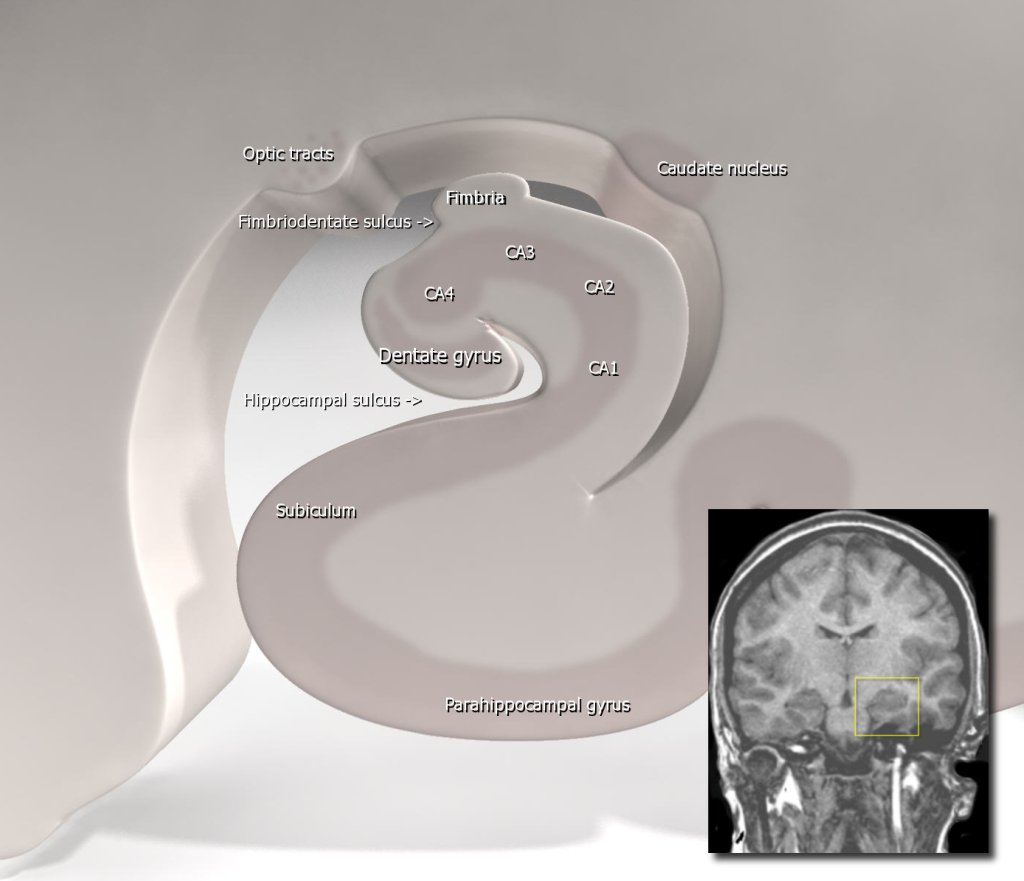
Гіпокамп
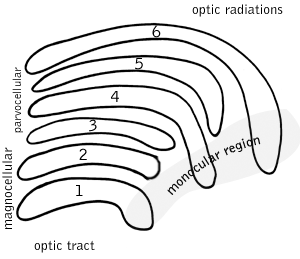
Принципова схема латерального колінчатого ядра приматів.
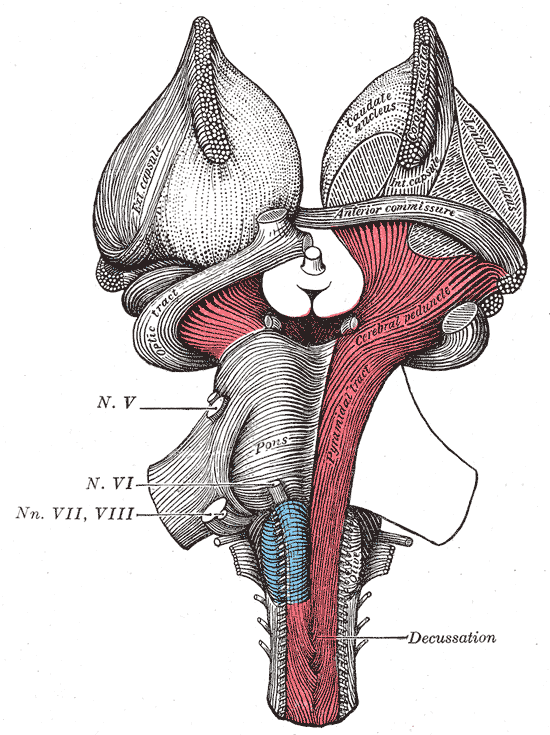
Поверхневе розсічення стовбура головного мозку. Вентральний вид.
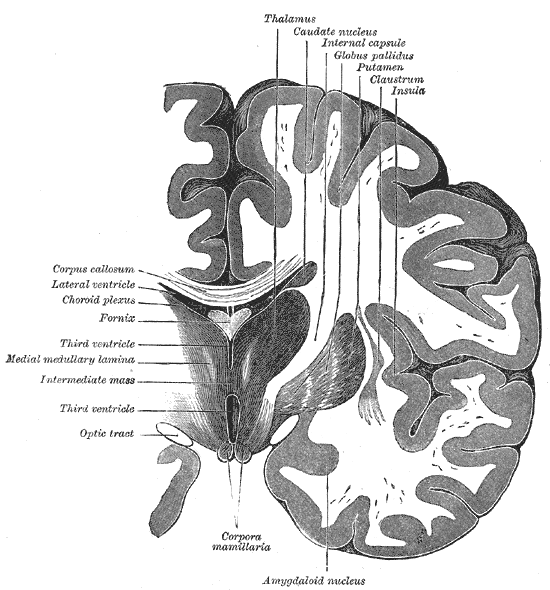
Вінцевий розріз головного мозку через проміжну масу третього шлуночка.
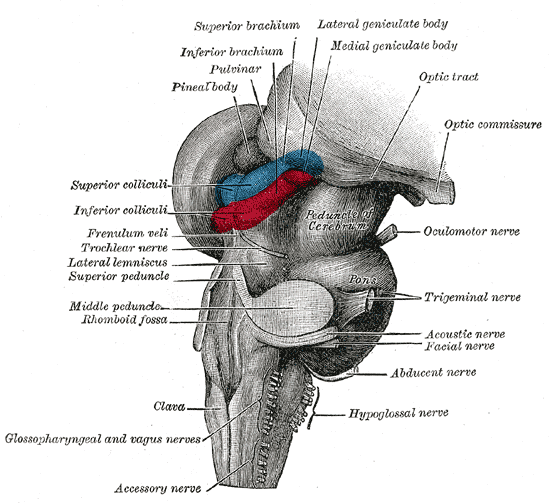
Задній і середній мозок; задньо-боковий вид.
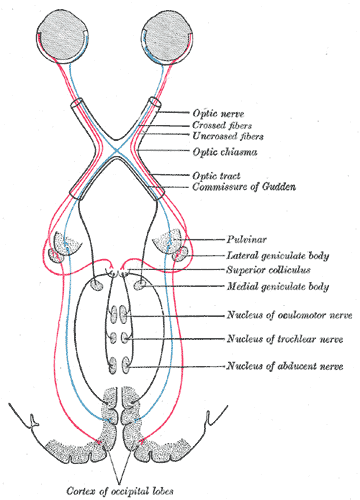
Схема центральних з'єднань зорових нервів і зорових шляхів.
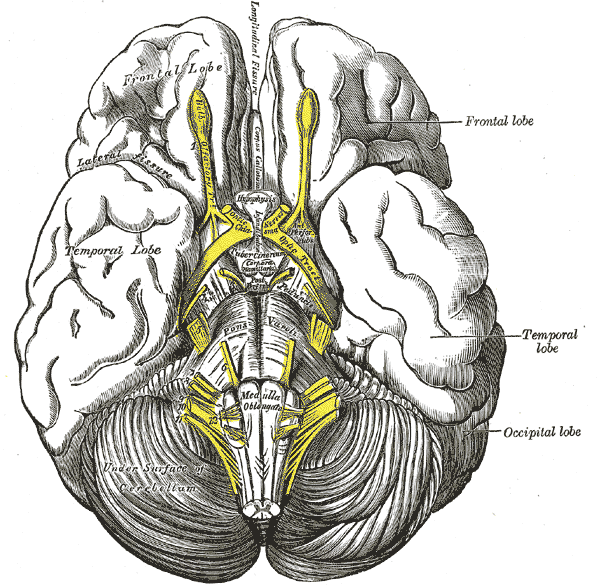
Основа мозку.
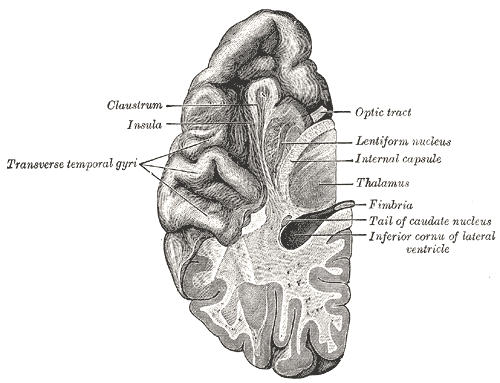
На розрізі головного мозку показано верхню поверхню скроневої частки.
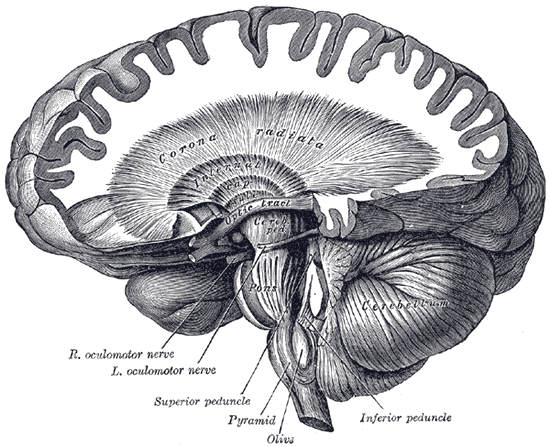
Розтин, що показує хід спинномозкових волокон.
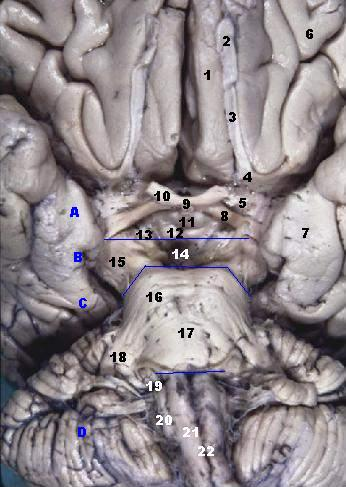
Вид спереду стовбура мозку людини
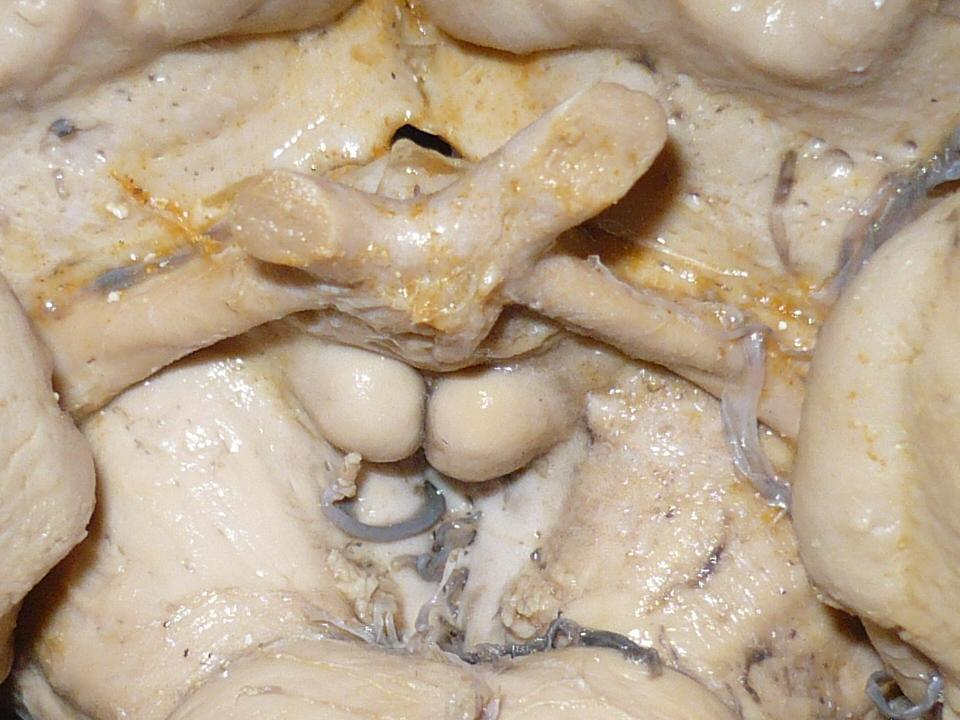
Зоровий тракт і зоровий нерв
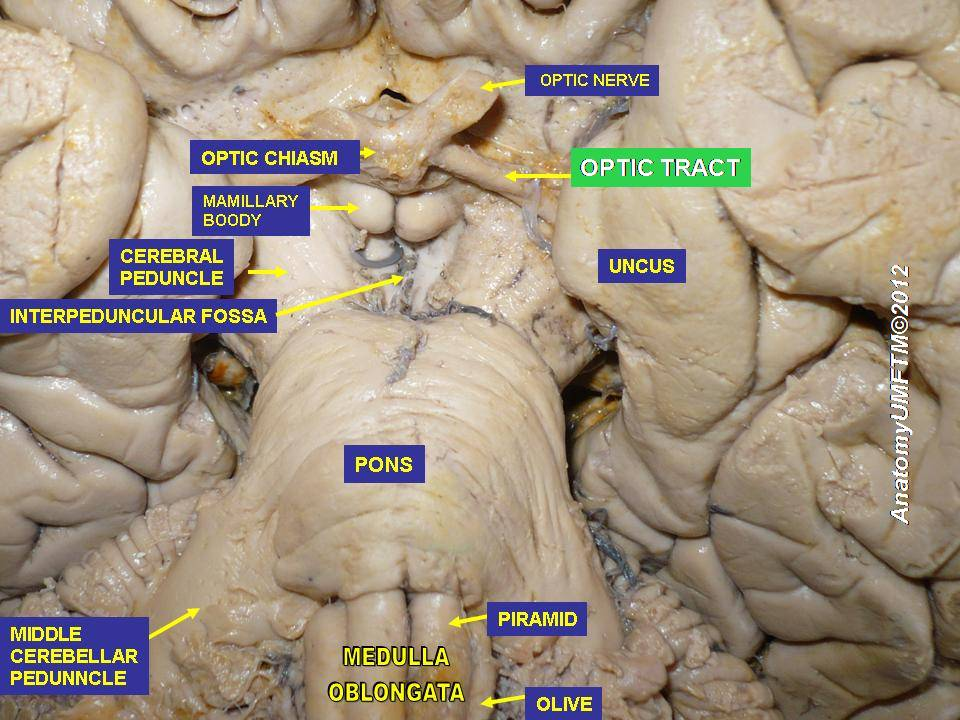
Зоровий тракт
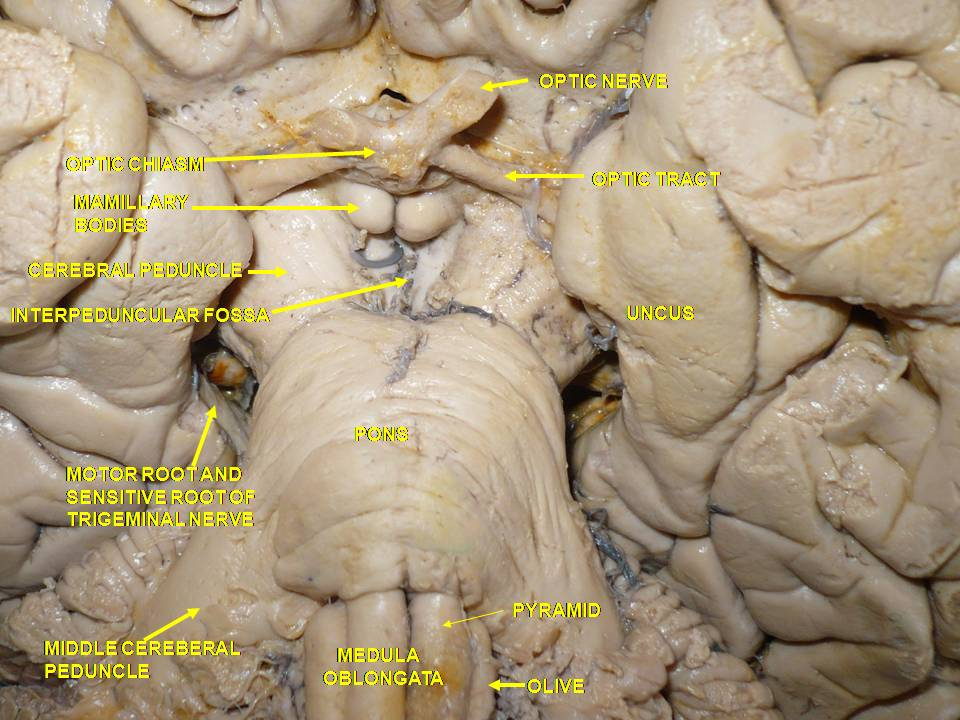
Головний мозок. Глибокий розтин. Нижнє розсічення.
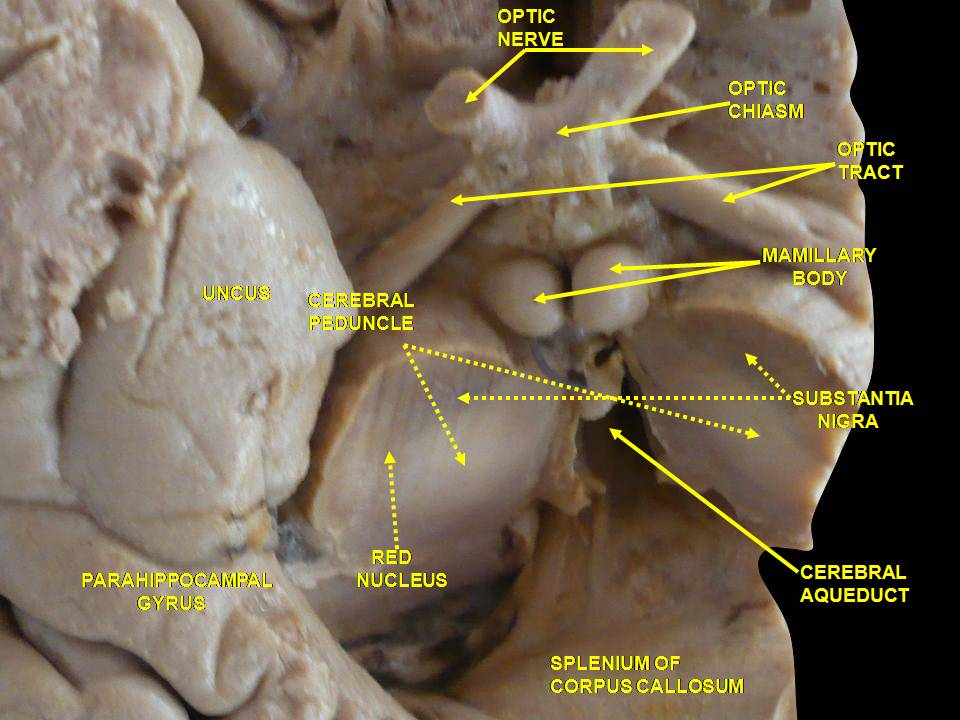
Мозкова ніжка, зорова западина, мозковий водопровід. Нижній вигляд. Глибокий розтин.
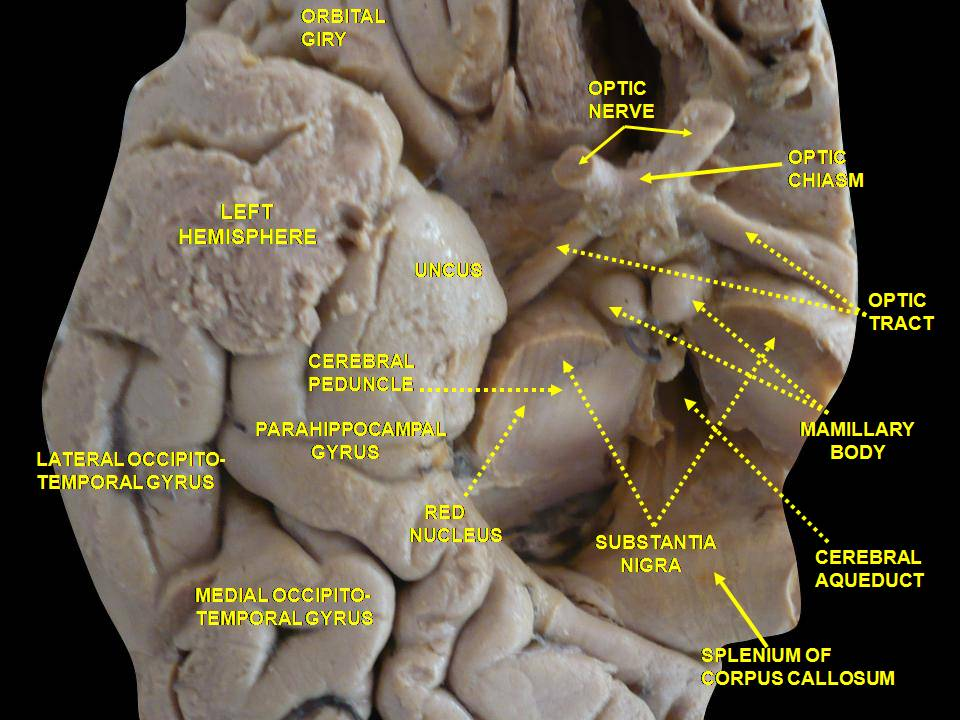
Мозкова ніжка, зорова западина, мозковий водопровід. Нижній вигляд. Глибокий розтин.
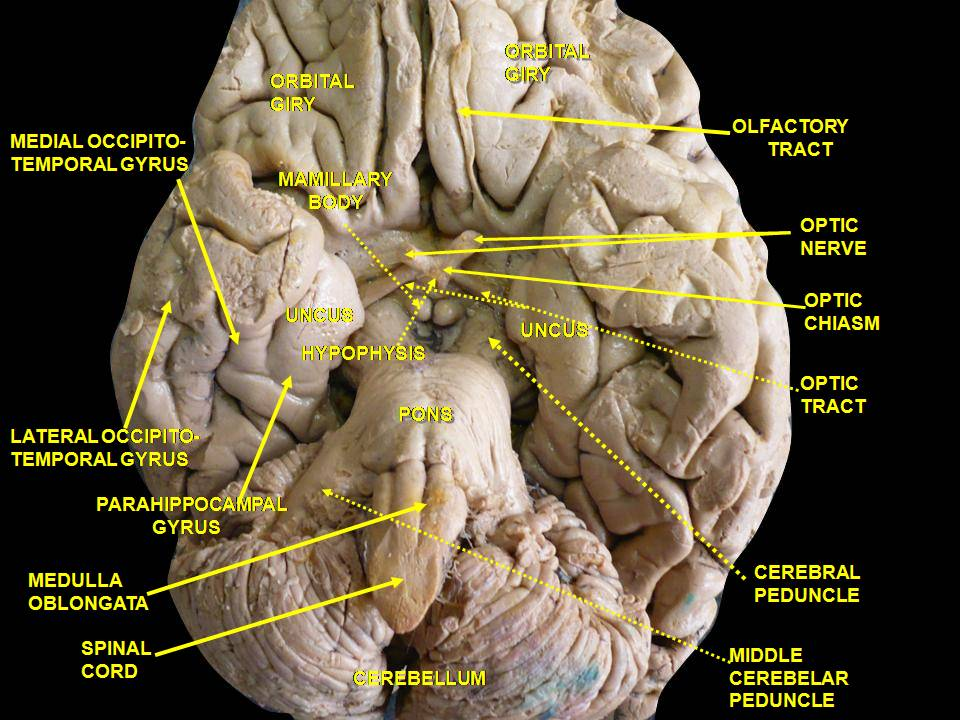
Головний мозок. Вид знизу. Глибокий розтин.
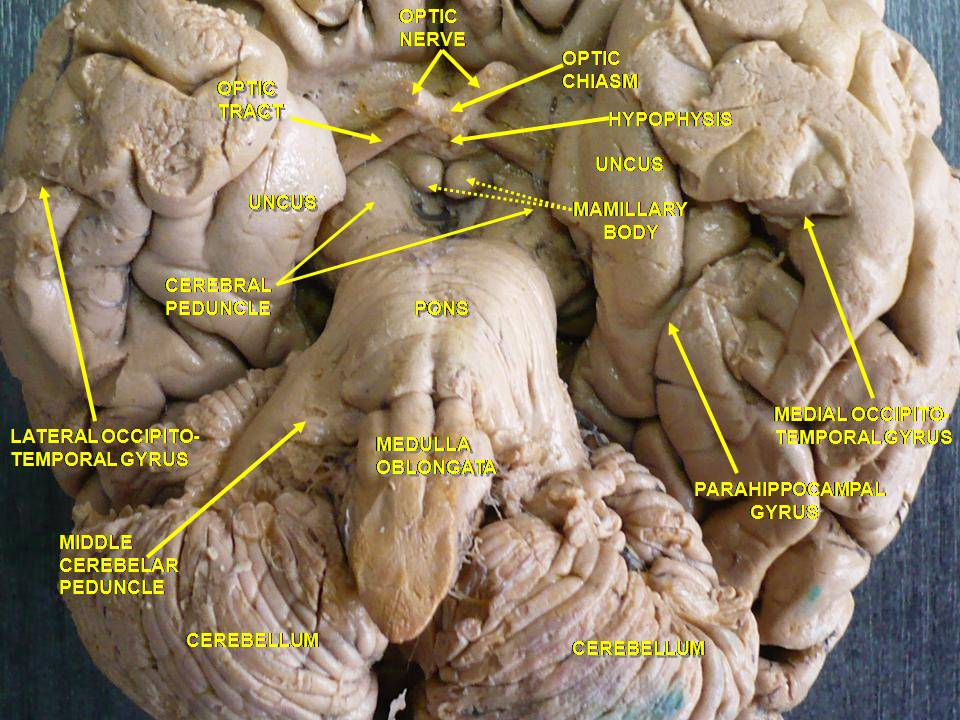
Головний мозок. Вид знизу. Глибокий розтин.
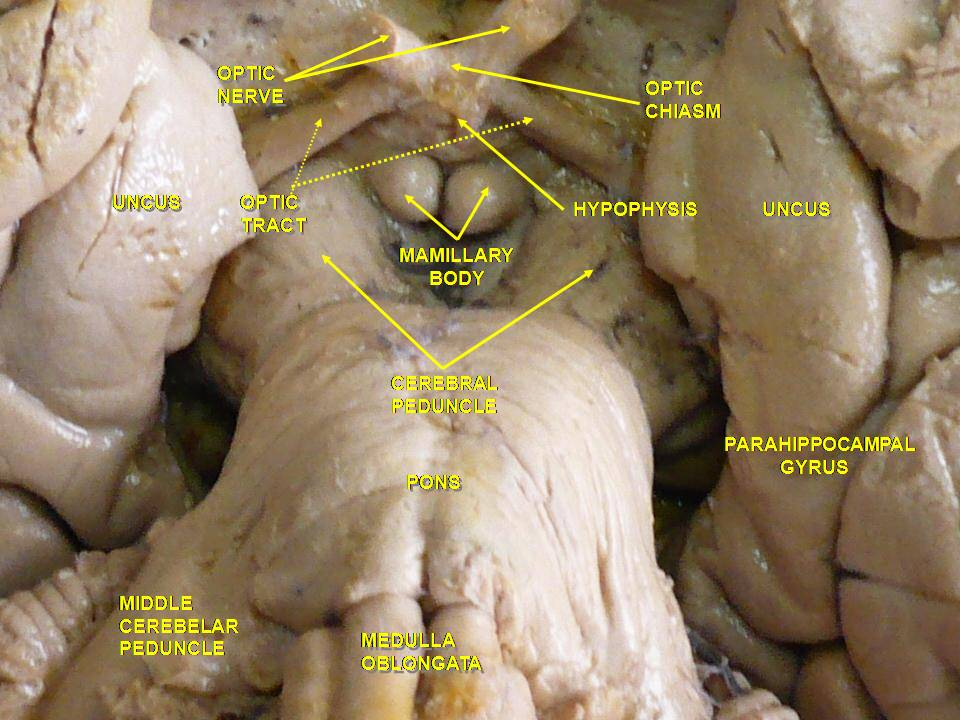
Головний мозок. Вид знизу. Глибокий розтин.
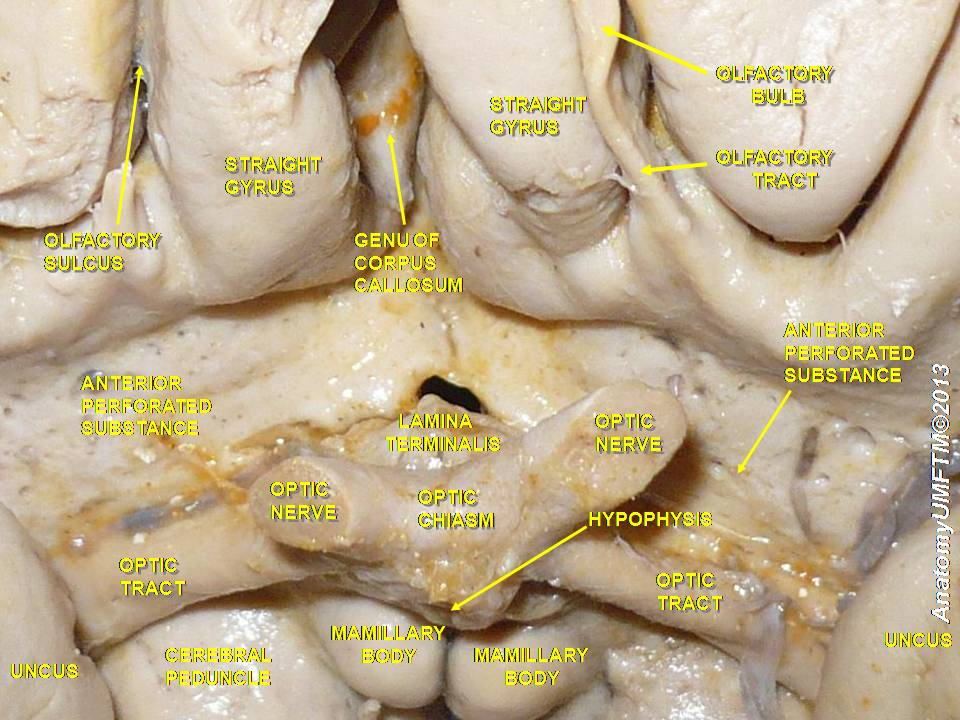
Головний мозок. Вид знизу. Глибокий розтин
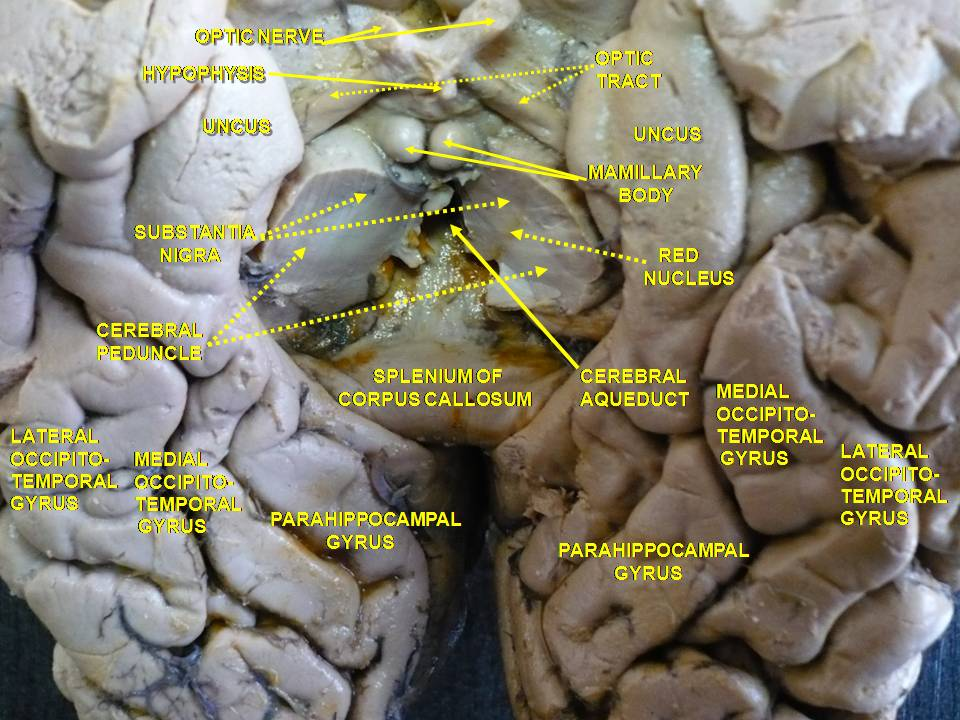
Головний мозок. Вид знизу. Глибокий розтин